# HCG
Humant choriongonadotropin (forkortet "hCG") er et hormon, produceres og secerneres af syncytiotrofoblasten i moderkagen (placenta) under graviditeten. HCG produceres allerede fra omkring den 9. dag efter konceptionen (befrugtningen). Hormonet er særdeles vigtig for, at embryon ikke afstødes og dermed aborteres. Det kan desuden måles i den gravide kvindes urin hvorfor de fleste hjemmegraviditets-tests er baseret på tilstedeværelse af hCG. Man kan derfor tage en graviditets-test i dagene inden forventet menstruation.